# Copa Rostelecom 2009
La Copa Rostelecom de 2009 fue una competición internacional de patinaje artístico sobre hielo, la segunda del Grand Prix de patinaje artístico sobre hielo de la temporada 2009-2010. Conocida como Copa de Rusia, la competición tomó en este año el nombre de su patrocinador, la compañía de telecomunicaciones rusa Rostelecom. Organizada por la federación rusa de patinaje sobre hielo, tuvo lugar en Moscú, entre el 22 y el 25 de octubre de 2009. Se llevaron a cabo competiciones en las modalidades de patinaje individual masculino, femenino, patinaje en parejas y danza sobre hielo, y sirvió como clasificatorio para la Final del Grand Prix de 2009.

## Resultados

### Patinaje individual masculino
| Clasificación | Nombre                | País           | Total  | Programa corto | Programa corto | Programa libre | Programa libre |
| ------------- | --------------------- | -------------- | ------ | -------------- | -------------- | -------------- | -------------- |
| 1             | Yevgueni Pliúshchenko | Rusia          | 240,65 | 1              | 82,25          | 1              | 158,40         |
| 2             | Takahiko Kozuka       | Japón          | 215,13 | 2              | 75,50          | 2              | 139,63         |
| 3             | Artem Borodulin       | Rusia          | 201,55 | 4              | 72,07          | 3              | 129,48         |
| 4             | Johnny Weir           | Estados Unidos | 198,55 | 3              | 72,57          | 6              | 125,98         |
| 5             | Kevin van der Perren  | Bélgica        | 189,33 | 7              | 63,15          | 5              | 126,18         |
| 6             | Adrian Schultheiss    | Suecia         | 185,02 | 5              | 67,94          | 8              | 117,08         |
| 7             | Brandon Mroz          | Estados Unidos | 181,80 | 11             | 54,50          | 4              | 127,30         |
| 8             | Shawn Sawyer          | Canadá         | 179,58 | 8              | 61,38          | 7              | 118,20         |
| 9             | Florent Amodio        | Francia        | 171,65 | 9              | 59,95          | 9              | 111,70         |
| 10            | Ivan Tretiakov        | Rusia          | 164,30 | 6              | 65,10          | 10             | 99,20          |
| 11            | Ari-Pekka Nurmenkari  | Finlandia      | 149,91 | 10             | 57,31          | 11             | 92,60          |

### Patinaje individual femenino
| Clasificación | Nombre                  | País           | Total  | Programa corto | Programa corto | Programa libre | Programa libre |
| ------------- | ----------------------- | -------------- | ------ | -------------- | -------------- | -------------- | -------------- |
| 1             | Miki Ando               | Japón          | 171,93 | 3              | 57,18          | 1              | 114,75         |
| 2             | Ashley Wagner           | Estados Unidos | 163,97 | 5              | 55,16          | 2              | 108,81         |
| 3             | Aliona Leónova          | Rusia          | 160,06 | 4              | 56,78          | 3              | 103,28         |
| 4             | Alissa Czisny           | Estados Unidos | 158,30 | 2              | 57,64          | 4              | 100,66         |
| 5             | Mao Asada               | Japón          | 150,28 | 6              | 51,94          | 5              | 98,34          |
| 6             | Júlia Sebestyén         | Hungría        | 148,50 | 1              | 57,94          | 7              | 90,56          |
| 7             | Amélie Lacoste          | Canadá         | 139,39 | 7              | 51,82          | 8              | 87,57          |
| 8             | Jenna McCorkell         | Reino Unido    | 134,70 | 11             | 40,94          | 6              | 93,76          |
| 9             | Oksana Gozeva           | Rusia          | 128,52 | 8              | 51,08          | 9              | 77,44          |
| 10            | Katarina Gerboldt       | Rusia          | 117,77 | 9              | 42,64          | 10             | 75,13          |
| 11            | Annette Dytrt           | Alemania       | 109,74 | 12             | 36,76          | 11             | 72,98          |
| 12            | Anastasia Gimazetdinova | Uzbekistán     | 108,46 | 10             | 42,30          | 12             | 66,16          |

### Patinaje en parejas
| Clasificación | Nombre                                  | País           | Total  | Programa corto | Programa corto | Programa libre | Programa libre |
| ------------- | --------------------------------------- | -------------- | ------ | -------------- | -------------- | -------------- | -------------- |
| 1             | Pang Qing / Tong Jian                   | China          | 191,33 | 1              | 65,40          | 1              | 125,93         |
| 2             | Yuko Kavaguti / Aleksandr Smírnov       | Rusia          | 180,14 | 2              | 61,62          | 2              | 118,52         |
| 3             | Keauna McLaughlin / Rockne Brubaker     | Estados Unidos | 160,55 | 3              | 61,34          | 5              | 99,21          |
| 4             | Vera Bazarova / Yuri Larionov           | Rusia          | 156,28 | 4              | 54,42          | 3              | 101,86         |
| 5             | Nicole Della Monica / Yannick Kocon     | Italia         | 150,86 | 5              | 53,56          | 6              | 97,30          |
| 6             | Mylène Brodeur / John Mattatall         | Canadá         | 148,43 | 7              | 46,66          | 4              | 101,77         |
| 7             | Anastasia Martiusheva / Alekséi Rogonov | Rusia          | 138,17 | 6              | 51,94          | 7              | 86,23          |
| 8             | Maria Sergejeva / Ilja Glebov           | Estonia        | 128,62 | 8              | 44,88          | 8              | 83,74          |

### Danza sobre hielo
| 1 | Meryl Davis / Charlie White             | Estados Unidos  | 201,10 | 1 | 37,87 | 1 | 62,21 | 1 | 101,02 |
| 2 | Anna Cappellini / Luca Lanotte          | Italia          | 168,57 | 2 | 32,73 | 2 | 52,58 | 2 | 83,26  |
| 3 | Yekaterina Rubleva / Iván Shefer        | Rusia           | 163,32 | 3 | 30,33 | 3 | 50,92 | 3 | 82,07  |
| 4 | Vanessa Crone / Paul Poirier            | Canadá          | 157,00 | 4 | 29,94 | 4 | 48,45 | 4 | 78,61  |
| 5 | Anastasia Platonova / Aleksandr Grachev | Rusia           | 153,22 | 7 | 27,93 | 5 | 47,88 | 5 | 77,41  |
| 6 | Yekaterina Riazanova / Iliá Tkachenko   | Rusia           | 147,92 | 8 | 27,89 | 6 | 47,45 | 6 | 72,58  |
| 7 | Lucie Myslivečková / Matěj Novák        | República Checa | 146,95 | 6 | 28,08 | 7 | 47,01 | 7 | 71,86  |
| 8 | Katherine Copely / Deividas Stagniūnas  | Lituania        | 146,76 | 5 | 29,39 | 8 | 46,26 | 8 | 71,11  |
| 9 | Carolina Hermann / Daniel Hermann       | Alemania        | 134,69 | 9 | 25,54 | 9 | 42,64 | 9 | 66,51  |